# Ramon Pareras i Noguera
Ramon Pareras i Noguera (La Garriga, Vallès Oriental, 1848-1915) va ésser un hisendat que participà en el Primer Congrés Catalanista (1880), signà el Missatge a la Reina Regent (1888), intervingué en el moviment dels Jocs Florals i col·laborà a La Renaixensa i amb l'Associació de Propaganda Catalanista.
Sots-caporal del Sometent, fou expulsat del cos armat (1895), en oposar-se als que intentaven castellanitzar la institució. També va ser un dels principals impulsors de l'Agrupació de la Unió Catalanista de la Garriga, de la qual fou president (1898).
Sota la tutela de la Unió Catalanista, fou designat delegat a les Assemblees de Manresa (1892), Reus (1893), Balaguer (1894), Olot (1895), Girona (1897), Terrassa (1901) i Barcelona (1904).
Arran de la divisió dels catalanistes, a principis del segle xx, donà suport a la Unió Catalanista i ocupà càrrecs directius a la Lliga de Catalunya.